# Scherenkust van Norrbotten
Norrbotten-archipel is een Zweedse eilandengroep in het noorden van de Botnische Golf. De eilandengroep, een scherenkust, strekt zich uit voor de kust van het landschap Norrbotten of de provincie Norrbottens län die hier haast hetzelfde gebied bestrijken. 
De eilandengroep wordt verdeeld naar de gemeenten die hier langs diezelfde kust liggen:
- Pite-archipel, voor de kust van de gemeente Piteå
- Lule-archipel, gemeente Luleå
- Kalix-archipel, gemeente Kalix
- Haparanda-archipel, gemeente Haparanda.

Soms wordt de Skellefte-archipel voor de kust van de gemeente Skellefteå ook tot de Norrbotten-archipel gerekend. De gehele groep wordt ook weleens aangeduid met de (dus) foutieve naam Lule-archipel; de andere gemeenten protesteren daartegen. De verwarring is waarschijnlijk ontstaan omdat Luleå de hoofdstad is van zowel landschap als provincie.
De meeste eilanden zijn onbewoond of semi-bewoond (recreatiewoningen). Sommige eilanden waren in het verleden bewoond, maar zijn nu verlaten. Delen van de archipel zijn inmiddels benoemd tot natuurreservaat en kunnen / mogen niet bezocht worden, behalve in geval van nood.  Verafgelegen eilanden maken deel uit van Natura 2000 een ecologische corridor. Anno 2008 wordt de archipel gevormd door meer dan 750 eilanden en eilandjes. 
Het aantal eilanden is in de loop der eeuwen aan verandering onderhevig geweest. Scandinavië stijgt door postglaciale opheffing ten opzichte van de rest van Europa en hier is dat merkbaar. De scherenkust is al millennia bekend bij Saami en Finnen en de eilanden hebben daarom als (inmiddels) Zweeds achtervoegsel ö, ön, skär of holmen meegekregen. Door de stijging van het gebied zijn sommige eilanden vastgegroeid aan het vasteland (al dan niet met hulp van de mens), sommige eilanden zijn aan elkaar gegroeid (bijvoorbeeld Germandön en Bastaholmen) en er zijn nieuwe eilanden ontstaan, zonder dat er sprake is van vulkanische activiteit in het gebied. De landoppervlakte van de gemeente Luleå neemt navenant toe, ongeveer twee vierkante kilometer per jaar. 
Enkele eilanden hebben nog vanuit hun historie een vluchthaven voor de plaatselijke vissers met schuilcabines met telecommunicatiemiddelen, deze worden nu ook gebruikt door zeezeilers die in de problemen komen door slecht weer. Daarnaast staan er verspreid over de archipel enige kapellen voor mensen met geestelijke nood.
De meeste eilanden hebben geen enkele verbinding met het vasteland, behalve in de winter. Doordat de Botnische Golf hier voornamelijk een zoetwatergebied is bevriest het water in dit gebied. Men kan zich dan met een vervoermiddel naar eigen keuze naar de eilanden begeven.
Abborrgrundet · Ala Penno · Björn · Björn sten · Blåsut (Haparanda) · Byskär · Dagsten · Enskär · Etukari (Haparanda) · Eva (eiland) · Granholmen (Haparanda) · Granvik · Grusbrännan · Gunnaren · Hamngrundet (eiland) · Hamngrundet (zandbank) · Hamppuleiviskä · Hanhinkari · Hargrundet · Harrinkrunni · Haru · Hasu -Hietasaari (Haparanda) · Honkasaarenkrunni · Honkasaari · Horden · Huitori · Huitorin Ulkokari · Huitorintöyrä · Hylkiletto · Hyyppä · Hälskerinkrunni · Höynänkari (noord) · Höynänkari (zuid) · Islandet · Iso Lehtikari · Isokivenkari · Isokrunni · Joutokrunni  · Juopalla · Kaitta · Kajava · Kalkkikari (Hanhinkari) · Kalkkikari (Seskarö) · Kalliohasu · Kataja · Katajankrunni · Kelkkaletto · Keräsniemenkari · Keski Penno · Klauksenkari · Klaus (eiland) · Koijukari · Koijuluoto · Kokkotöyrä · Korkea · Kourinkrunni · Kraaseli · Kraaseligrundet · Kraaselikrunni · Kråkholmarna · Kuninkaankari · Kurikanmatalat · Kurikka (eiland) · Kutarna · Kuusiriskilö · Kuusitiipuri · Laahaja · Laitakari (Haparanda) · Legionen · Lehmäkari · Lehtitiipuri · Leiskeri · Lellikrunni · Leppikari - Leppäriskilö · Letonkluppi · Letonkrunni · Letto · Liipa · Lill-Austi · Lilla Almsten · Lilla Harrsten · Lilla Hepokari · Lilla Vasti · Länsikrunni · Lådan · Långören (Haparanda) · Löngrunden · Mali (eiland) · Matalinkari · Meriklupu · Mustakari · Nidunkari · Nissu · Norrviksgrundet · Nuottalahenkari · Nälkäkrunni · Ostgrundet · Paha · Paljas (eiland oost) · Paljas (eiland west) · Pensaskari · Pihjalakari · Pikku Lehtikari · Pikku Tervakari · Pikkukrunni · Pirttiluoto · Piskan · Pitkäkari · Pohjaskluppi · Pohjaskrunni · Pojkarna · Prokko · Puukko · Puukkonkrunni · Pöllö · Rajakari · Rautakrunni · Rautaletto (Haparanda) · Remu · Revässaari · Riekonkari · Riitakrunni · Riskilö · Ristikari · Räiskä · Salakrunni · Saltgrundet · Sandskär (Haparanda) · Santasaari · Sarven Riskilö · Sarvenkataja · Satula · Selkäkari (Haparanda) · Seskar Furö · Seskarö (eiland) · Sinnerstenarna · Sipi · Skomakaren · Skratten · Sprallen · Stenungarna · Stor-Austi · Stora Almsten · Stora Hamnskär · Stora Harrsten · Stora Hepokari · Stora Vasti · Svartsten · Säivisklubbarna · Sölkäkari (Salmis) · Sölkäkari (Seskarö) · Sölkäkarinkrunni · Taipaleenkari · Tallrikarna · Tantamanni · Tervakari · Tervaletto · Tervasaarenkrunni · Tiilikrunni · Tirro · Tomten · Torne-Furö · Torne-Furögrund · Torvikari · Töyrä · Vasikka · Vasikkasaari (Kalalahti) · Vasikkasaari (Nikkala) · Vettarna · Viinalanmatala · Vikaren · Vähä Lehtikari · Västra Knivskär · Vågören · Ykspihlaja · Yli Penno · Ylikari (noord) · Ylikari (zuid) · Äimä · Östra Knivskär · Östra Launinkari · Öystinkari
Ajaxarna · Algrundet · Alholmarna · Alholmen · Almansgrundet · Ankargrynnan · Bastagrundet · Berghamn · Berghamnklippan · Bergnäsgrunden · Bergön · Bettnäsgrundet · Binnören · Binnörgrynnan · Björkgrundet · Björkholmen · Björn · Björnholmsgrynnan · Björngrundet · Björnrevet · Blackgrundet · Blåhällan · Bockön · Bodskatagrynnan · Bodögrönnan · Bodörsreven · Bodöskären · Bredskäret · Börstholmsgrunden · Börstskärsbådan · Börstskärsgrundet · Dagbrotten · Djupbäcksholmen · Djupvarpsgrynnan · Dockholmen · Enagrundet · Enholmen · Enrisgrundet · Eriksören · Erikören · Finskören · Fjuksholmen · Fjuksholmsgrundet · Fjärdsgrundet (oost) · Fjärdsgrundet (west) · Flaragrynnorna · Flockgrundet · Flottgrundet · Frevisören · Furuholmen · Furuholmen (Sangis) · Furuholmsgrunden · Fälesön-Lägenön · Fårögrundet · Följet · Gammalhusgrundet · Gammalhusgrynnorna · Getholmen · Getskärsstenen · Granholmen (Siknåsfjärden) · Granholmen (Lillönfjärden) · Granön-Börstskäret · Granskatagrunden · Granskäret · Grisselholmen · Grundet · Gräddmanshällorna · Gräddören · Gräsgrynnan · Gräsören · Gårdgrönnan · Gåsören · Halsögrundet · Halsön · Hamnholmen · Haragrunden · Hastaskäret · Hastaskärsgrundet · Humlan · Huvögrunden · Häggholmen · Hällgrundet · Hällhamskatagrynnorna · Hällholmen (Kalix oost) · Hällholmen (Kalix west) · Hällskäret · Hönsungen · Hönsunggrundet · Innerstgrundet · Inre Grönnan · Kallskäret · Kallvikskäret · Kalvgrunden · Kastören · Kattholmen · Kattholmsgrynnorna · Kaxen · Klingergundet · Korpholmen · Korpholmgrynnan · Korsgrundet-Vattungen · Kringelön · Kuggen · Kuggrynnan · Kullmössan · Kungsörarna · Kusen · Kvarnörbådan · Kvarnören · Kyrkgrundet · Lappören · Ligogrunnan · Likskäret · Likskärsgrynnan · Likskärshällan · Likskärsrevet · Lillbådan · Lillfårögrynnan · Lillfåröholmen · Lillvarpgrundet · Lillögrundet · Lill-Fårön · Lill Bergholmen · Lill-Jakobgrund · Lill Skabben · Lilla Gubben · Lilla Gumman · Lilla Huvön · Lilla Sonaholmen · Lilla Trutskär · Lillholmen · Lutskärsgrynnan · Lägenö-Furuholmen · Lägenön (west) · Lång-Lövgrundet · Långgrundet (oost) · Långgrundet (west) · Långgrynnan · Långören-Rossören · Långskärsgrunden · Lövgrundet · Malgrundet · Malungsgrundet · Malungsgrynnan · Malören · Massan · Matsgrundet · Mellanbrottet · Mellangubben · Mellangrundsbotten · Mellerstskäret · Mittigrundet (oost) · Mittigrundet (west) · Mitti Holsterören · Norra Gammelgrundet · Notörsgrundet · Nygrundet · Nygrynnan · Nässkatagrundet · Nätigrundet · Näverön · Ollgrundet · Olnilsbrottet · Ol-Knuts · Ornskäret · Orrskärsgrundet · Orrskärsrevet · Oxören · Per-Jönsagrynnan · Portstenen · Pölgrynnan · Renen · Repskäret · Repskärsbådan · Repskärsgrundet · Repskärssten · Revelholmen · Risholmen · Risön-Ångören · Rågholmen · Rånön · Rödhällgrundet · Rönnören · Sissan · Sjugranagrynnan · Skabbgrunden · Skagsgrunden · Skags-Furuholmen · Skarven · Skirgrundet · Skogören · Skränmåsören · Skötholmen-Lövholmen · Slätbådan · Sonaholmsgrundet · Splitterören · Stabbsandsgrundet · Starrgrynnan · Stenen · Stengrund · Stor Bergholmen · Stor-Fårön · Stor-Granholmen · Stora Huvön · Stor-Jakobgrund · Stora Gubben · Stora Gumman · Stora-Rågholmgrundet · Stora Sonaholmen · Stora Trutskär · Storbrottet · Storbådan · Storfårögrynnan · Storören · Stridsgrynnan · Strömsgrundet · Ströstenarna · Svallgrundet · Svartgrundet · Svarten · Svartholmen (oost) · Svartholmen (west) · Svartholmsgrynnan · Svarthällan · Svartskatahällan · Svartskäret · Sydhällsgrynnan · Sälgrönnan · Södra Gammelgrundet · Sören-Långören · Tallholmen · Tappermann · Tjärugrundet · Tjäruskäret · Tomten · Tregränagrundet · Trollen · Troppören · Trutbådan · Truten · Trutgrynnan · Trutskär · Trutskärsgrynnan · Träffen · Tunnskär · Tunnskärshällorna · Tärnören · Vaktgrynnan · Vattengrynnan · Vattungen · Vibbgrundet · Vitgrundet · Vitgrundet (Lägenön) · Västerst Holsterören · Vånafjärdsgrynnan · Yrstenen · Ytterstlandet · Yttregrundet · Yttre Sandgrundet · Yttre Västantillgrundet · Åsenholmen · Örarna
Eiland: Baggen · Baljan · Bergön · Bergskäret · Bergvättingen · Berkön · Bondökallarna · Bondökallrevet · Bondön · Bursfjärdgrundet · Degerbergsgrundet · Djupgrunden · Döman · Fårön (Piteå) · Fårön (Trundön) · Fjärdvättingen · Fjuksören · Fjuksörrevet · Flottgrunden · Fördärvet · Furuholmen · Görjeskäret · Gråsjähällan · Gråsjälen · Gråsjälgrundet · Grundkallen · Grytan · Guldsmeden · Hällen · Hällskäret · Hällskärsgrundet · Halsören · Hamngrunden · Hamnholmen · Hamnviksgrundet · Hans-Persagrundet · Haraholmsrevet · Huvan · Innersten Bondökallen · Innerstholmen-Bastaholmen · Inre Mjoögrunden · Inre Mörögrundet · Jävre Sandön · Jävreholmen · Klacken · Klemmeten · Klemmetgrundet · Klingergrundet · Klingergrundsrevet · Klinten · Kluntarna · Kluntbrotten · Krokamargit · Lakakallarna · Långörarna · Lappskatagrundet · Lavholmen · Lellrevet · Lill Björn · Lill Rönnskär · Lillhörun · Lill-Leskäret · Lill-Räbben · Lill-Renörarna · Lillrevet · Lill-Sandögrundet · Lill-Sandskäret · Lill-Svinören · Lönngrundet · Lövgrundet · Malen · Malkallen · Medgrundet · Medgrundsrevet · Mellerstön · Mitten Bondökallen · Mjoön · Mörgrundet · Mosesholmen · Näsgrundet · Nörd-Fårön · Nörd-Haraholmen · Nörd-Mörön · Norra revet · Nötögrundet · Nötön · Ol-Svensakallen · Ol-Svensastenarna · Orrskäret · Orrskärsgrundet · Orrskärsrevet · Örsgrönnan · Patta Peken · Peken · Pitholmen · Pultvikhällan · Rävagrundet · Renön · Renskär · Renskärsrevet · Ringelrevet · Sandöklubben · Sandön · Sandskärsgrundet · Sandskärshörn · Skabbgrundet · Skottgrundet · Sladagrunden · Smågrunden · Söran · Sör-Fårön · Sör-Haraholmen · Spaningsören · Stenskäret · Stor Dödmannen · Storfjärdsgrunden · Storgrundet · Storhörun · Stor-Leskäret · Stor-Räbben · Stor-Renörarna · Storrevet · Stor-Sandskäret · Storstenen · Storstenrevet · Stor-Svinören · Tallskäret · Timmermannen · Trundön · Trutgrundet (Bergön) · Trutgrundet (Bondön) · Tvarun · Vargön · Västra revet · Vidvästern · Vorrskärsgrundet · Yttersten Bondökallen · Ytterstholmen · Yttre Degerstensgrundet · Yttre Mjoögrunden · Yttre Mörögrundet · Yxvättingen
Ondiepte: Storstengrundet